# Hermann Erdlen
Hermann Erdlen (* 16. Juli 1893 in Hamburg; † 30. Juni 1972 ebenda) war ein deutscher Komponist.

## Leben
Seine musikalische Ausbildung erhielt Erdlen am Bernuth-Konservatorium in Hamburg sowie durch Studien bei Emil Krause (Komposition), Goby Eberhardt (Violine), Karl Goltermann (Klavier und Orgel) und Wilhelm Vilmar (Gesang). Er war, wie auch Erwin Lendvai, in der von Carl Hannemann begründeten Lobeda-Bewegung aktiv, bei deren Mitgliedern später insbesondere sein Deutsches Requiem und die Saar-Kantate beliebt waren. Bereits 1910 erschienen erste Liedkompositionen von ihm. Neben seiner Arbeit als Komponist war er von 1911 bis 1936 als Musikschriftsteller und -kritiker tätig und gastierte als Dirigent in Hamburg, wo er 1914 bis 1915 Erster Kapellmeister am Schillertheater war, Wiesbaden, Kiel, Dresden und bei der NORAG. Ab 1928 lehrte er an der Hansischen Hochschule für Lehrerbildung und am Institut für Lehrerfortbildung in Hamburg Musiktheorie, Musikgeschichte und Instrumentationslehre. Am 11. Juni 1937 beantragte Erdlen die Aufnahme in die NSDAP und wurde rückwirkend zum 1. Mai desselben Jahres aufgenommen (Mitgliedsnummer 4.956.880). Von 1945 an war er als freischaffender Künstler und Musikschriftsteller in Hamburg tätig.
Erdlen erhält 1963 den Bundesverdienstkreuz 1. Klasse für „seine besondere Verdienste auf geistig-kulturellem Gebiet“.
Erdlen verfasste Werke für Orchester- und Kammermusikensembles, Werke für (Laien-)Chor, Sololieder und auch Bühnenmusik. Sein musikalischer Nachlass befindet sich im Deutschen Komponistenarchiv im Europäischen Zentrum der Künste in Dresden-Hellerau.

## Werke (Auswahl)
Orchesterwerke
- Passacaglia und Fuge
- Finnische Tänze
- Konzertouvertüre BBC

Kammermusik
- Sonate in d für Violine und Klavier
- Chaconne für Violine und Orgel
- Thema und 12 Variationen über „Der Winter ist vergangen“

Chorwerke
- Zeit zu Zeit
- Requiem für die Gefallenen
- „Aber dies, aber das“, ein Löns-Liederspiel

Bühnenmusik
- Der Gaukler und das Klingelspiel
- Alpenkönig und Menschenfeind (auch im gleichnamigen Sendespiel der NORAG vom 24. Januar 1928, unter der Regie von Alfred Braun)
- 1000 Jahre Hamburg

sonstige
- 88 Spielübungen für die diatonische Mundharmonika
- 12 Schelmenlieder (zur Gitarre), im Verlag Benjamin, Leipzig
- Dies und Das (6 Vortragsstücke für Gitarre allein), 1924